# ジェームス・アレジ
ジェームス・アレジ（James Arlidge、1979年8月11日 - ）は、ニュージーランドの元ラグビー選手。

## プロフィール
- ニュージーランド・ハミルトン出身[1]。
- ポジションはスタンドオフ(SO)。
- 身長 174cm、体重 79kg
- 愛称はジミー[2]。
- 日本代表通算キャップ数は32。

## 略歴
6歳からラグビーを始めた。
オークランド、ブルーズ、ノースランド、ハイランダーズを経て、2004年、NTTドコモ関西(現・NTTドコモレッドハリケーンズ)に加入。4シーズンプレーした。
その後ドラゴンズを経て、2010年、ノッティンガムRFCに加入。
翌2011年、ラグビーワールドカップ2011の日本代表に選ばれる。
2013年、現役を引退した。

## エピソード
- 外国籍で2011年W杯時に、イギリスのチームに所属していたのでW杯日本代表選出に賛否両論が起こった[8]。